# Festuca vizzavonae
Festuca vizzavonae là một loài thực vật có hoa trong họ Hòa thảo. Loài này được Ronniger mô tả khoa học đầu tiên năm 1918.